# Tængning af tangtag
|  | Denne artikel er oprettet af botten Steenthbot ud fra en ekstern database. Den kan derfor have sproglige fejl eller mangler. Denne skabelon kan fjernes efter kontrol af indholdet. |

Tængning af tangtag er en dansk dokumentarisk optagelse fra 1951.

## Handling
Tækning af tangtag på Læsø 1951.